# Typ 205
Typ 205 byla třída diesel-elektrických ponorek vyvinutých pro německé námořnictvo firmou Howaldtswerke-Deutsche Werft AG (HDW). Jednalo se o třídu malých pobřežních ponorek, určených primárně k operacím proti lodím Varšavské smlouvy v mělkých vodách Baltského moře. Postaveno jich bylo 11 kusů pro německé námořnictvo a další dvě jednotky v licenci postavilo Dánsko jako třídu Narvhalen. Všechny jednotky již byly vyřazeny. Tři jednotky byly zachovány jako muzea.

## Stavba
Dvě ponorky pro Dánsko postavila v licenci domácí loděnice v Kodani.
Jednotky typu 205:
| Jméno              | Uživatel | Spuštěna          | Dodání            | Status                                            |
| ------------------ | -------- | ----------------- | ----------------- | ------------------------------------------------- |
| U-1 (S180)         | Německo  |                   |                   | vyřazena, sešrotována                             |
| U-2 (S181)         | Německo  |                   |                   | vyřazena, sešrotována                             |
| U-4 (S183)         | Německo  |                   |                   | vyřazena, sešrotována                             |
| U-5 (S184)         | Německo  |                   |                   | vyřazena, sešrotována                             |
| U-6 (S185)         | Německo  |                   |                   | vyřazena, sešrotována                             |
| U-7 (S186)         | Německo  |                   |                   | vyřazena, sešrotována                             |
| U-8 (S187)         | Německo  |                   |                   | vyřazena, sešrotována                             |
| U-9 (S188)         | Německo  |                   |                   | vyřazena, muzejní exponát v Technik Museum Speyer |
| U-10 (S189)        | Německo  |                   |                   | vyřazena, muzejní loď                             |
| U-11 (S190)        | Německo  |                   |                   | vyřazena, muzejní loď                             |
| U-12 (S191)        | Německo  |                   |                   | vyřazena, muzejní loď                             |
| Narhvalen (S320)   | Dánsko   | 10. září 1968     | 27. února 1970    | vyřazena 2003                                     |
| Nordkaperen (S321) | Dánsko   | 18. prosince 1969 | 22. prosince 1970 | vyřazena 2004                                     |

## Konstrukce

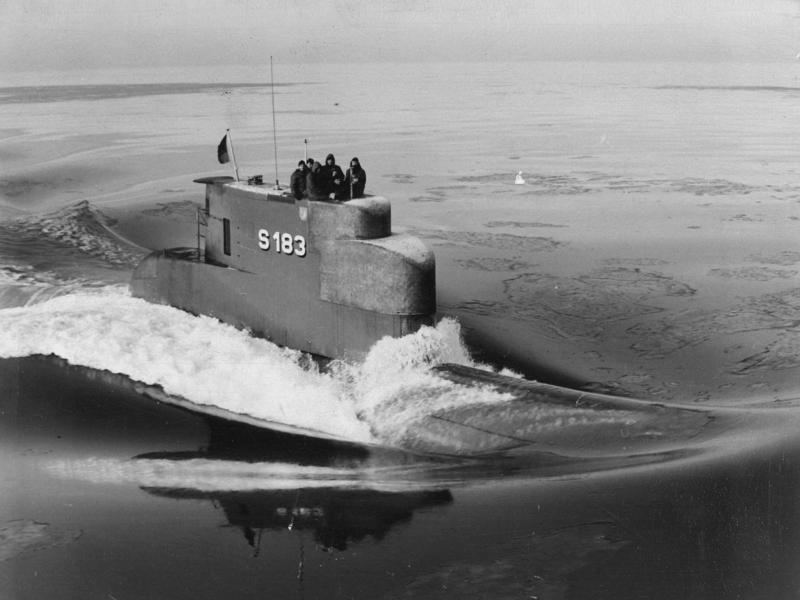
U-4 (S183)

Výzbroj tvořilo osm 533mm torpédometů. Ponorky typu 205 byly diesel-elektrické koncepce. Poháněly je dva diesely a jeden elektromotor. Nejvyšší rychlost dosahovala 10 uzlů na hladině a 17 uzlů pod hladinou.